# Cité-jardin Ungemach
La cité-jardin Ungemach est une cité-jardin créée au début des années 1920 et située dans le quartier du Wacken, au nord de Strasbourg. Quelques décennies plus tard, l'implantation au fil des années de constructions liées aux institutions européennes, dont le Parlement européen, est conduite en bordure de cet ensemble de 140 pavillons, couleur rose ou paille, entourés de jardins.

## Histoire

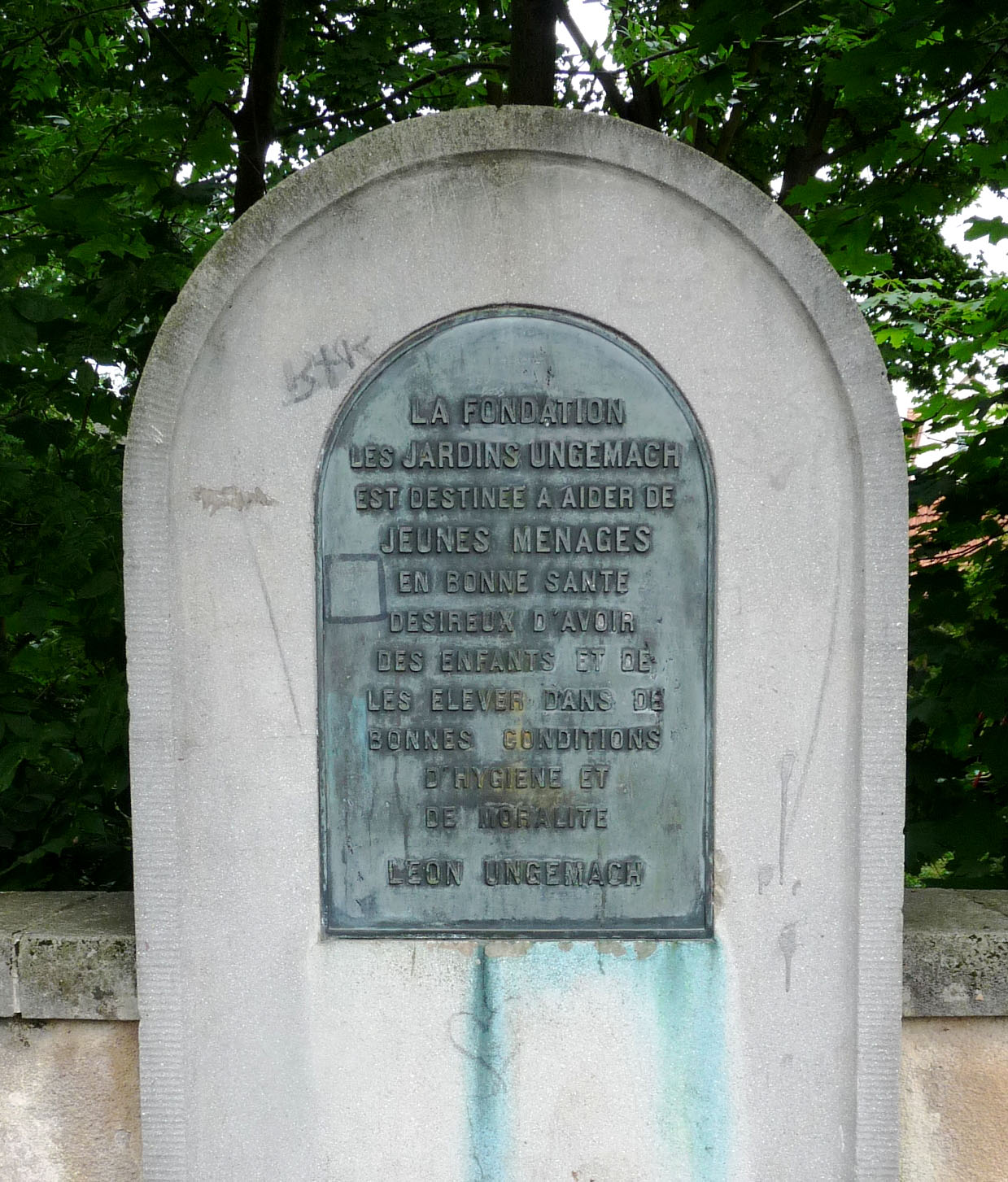
Stèle de Léon Ungemach, datant des années 1950.

### Réalisation du projet privé à partir de 1920
Charles-Léon Ungemach (1844-1928) conduisit une politique sociale pionnière au sein de son entreprise : restaurant du personnel, installation sanitaire, infirmerie et bibliothèque, colonie de vacances pour les enfants du personnel.

Vers 1900, il institue une participation de ses employés aux bénéfices de l’entreprise et même des tentatives de semaine de congés payés. 

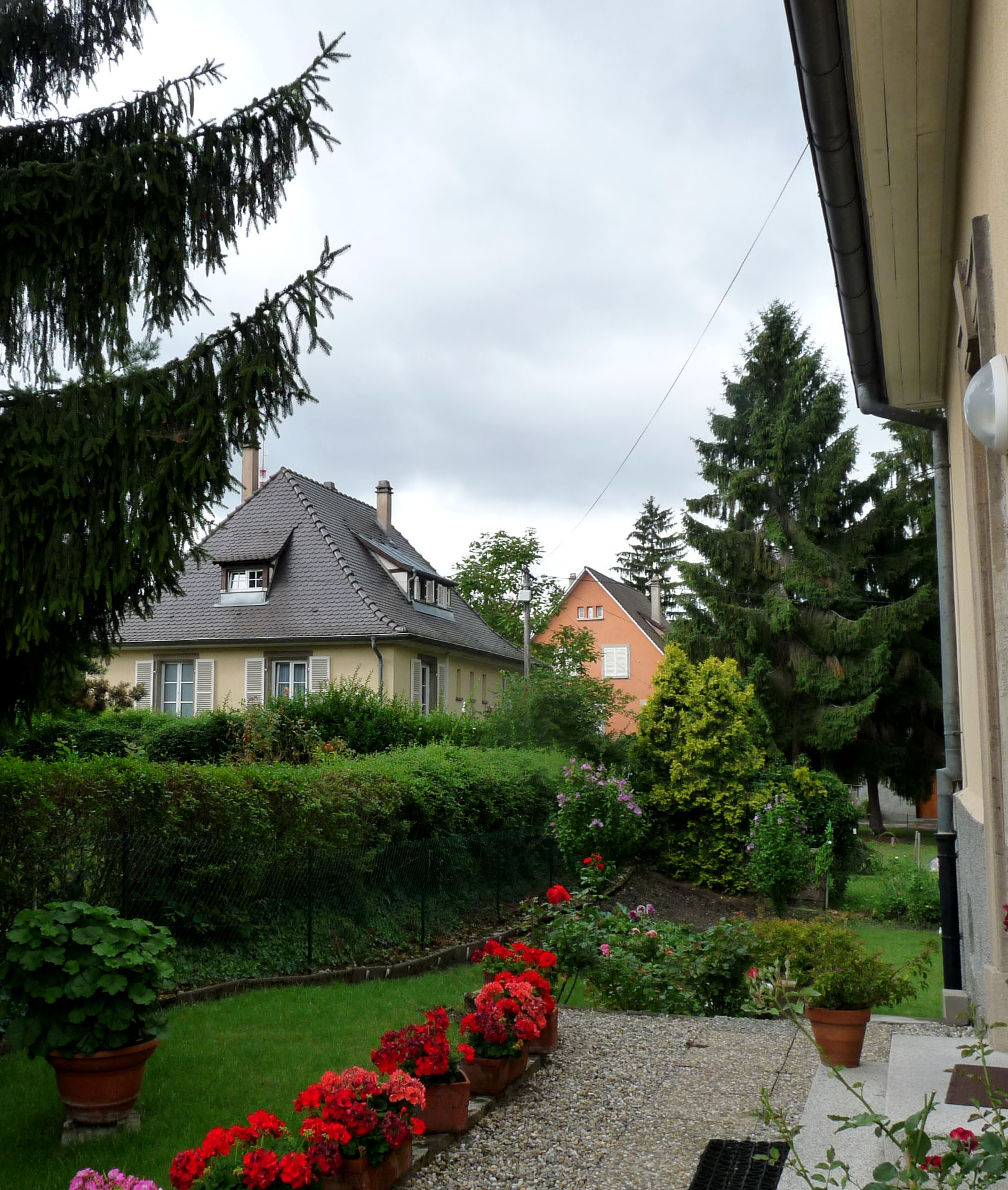
Un cadre de verdure

Engagé politiquement dans la gestion de la ville de Strasbourg en tant que membre du conseil municipal depuis 1904 et comme membre de la première chambre du Landtag depuis 1911, vice-président de la chambre de commerce depuis 1911, initiateur de nombreuses initiatives sociales. Profitant de bénéfices réalisés pendant la guerre qui lui sont reprochés (il gagne un procès en appel à ce sujet), il décide de consacrer cet argent à une cité jardin pour de jeunes ménages. Il crée une fondation et obtint la mise à disposition de 12 ha de terrain par la mairie pour mettre en œuvre son projet.
Le programme d'un Concours pour la création d'une cité-jardin est publié le 10 mars 1923. Les architectes Paul de Rutté et Jean Sorg sont chargés du projet définitif et signeront ensemble les plans d'architecture et d'urbanisme. Les travaux ont lieu entre 1923 et 1928.

### Contexte idéologique
Le projet de cette cité, gérée dans les années 1920 par Alfred Dachert (1875-1972), s'inscrit dans le cadre du débat français sur l'eugénisme. À cette époque (l'immédiat après-guerre)  l'eugénisme « positif » (politique nataliste par crainte d'une dépopulation) était dominant par rapport à l'eugénisme « négatif » (écarter les indésirables),.
Selon une étude de Paul-André Rosental, ce projet relevait d'un idéal eugéniste en se fondant sur le règlement initial d'attribution des logements à des couples choisis : vouloir des enfants, être en bonne santé et les élever dans de bonnes conditions d’hygiène et de moralité. Les familles devaient respecter un règlement comptant quelque 356 articles et faisaient l'objet de contrôle réguliers par un inspecteur. Le fait de ne pas avoir suffisamment d'enfants, le nombre étant fixé à trois, impliquait à l'époque de devoir quitter la cité, ainsi que le fait d'avoir été recalé lors du contrôle surprise annuel du domicile.
Pour l'attribution d'un logement, chaque famille est cotée en points, par exemple 20 points par enfant, le total étant divisé par le nombre d'années de mariage des parents, plus des points bonus pour le nombre des frères et sœurs vivants des parents, afin de favoriser les jeunes couples censés être les plus féconds. Les logements des candidats font l'objet d'une visite obligatoire avec cotation de 1 à 10 pour « l'ordre et la propreté », un score inférieur à 6 ou 7 ou le fait que la mère travaille pouvant valoir un refus. Ce questionnaire sera utilisé jusqu'aux années 1980. La question liée à la profession de la mère était une « question piège ». Dès lors qu’une femme déclarait un emploi, son couple était mis à l’écart. Dans l’esprit des dirigeants de la fondation, la place d’une mère était au foyer afin de privilégier l’éducation de ses enfants, ceux-ci constituant l’élément clef du programme de la cité.
Aux États-Unis, en 1933, des eugénistes américains présentent la cité-jardin Ungemach comme un modèle d' « eugénique planifiée ». Cependant, cela a peu à voir avec l'exemple nazi du Lebensborn, la cité Ungemach n'appliquant aucun critère physique, d'ordre racial ou de nationalité d'origine.

### Propriété de la ville de Strasbourg à partir de 1950
La cité-jardin devint propriété de la ville de Strasbourg en 1950, comme convenu à l'article 9 de l’acte de donation[Lequel ?].
Dans les années 1980, le règlement initial de la cité a été remplacé par celui des logements sociaux, sa gestion étant aujourd'hui attribuée à un organisme de logements sociaux, Habitation moderne. Auparavant, les règles initiales étaient appliquées par la municipalité.

## Référence d'urbanisme
La cité est étudiée par les architectes et visitée par les touristes comme étant un exemple de cités ouvrières.

## Controverses
Cette cité est enviée d'une part par ceux qui recherchent un pavillon avec jardin à prix modéré et par les promoteurs immobiliers à cause de sa situation jouxtant le quartier européen et notamment le Parlement européen entrainant des controverses récurrentes.

### Rumeurs de cession à des promoteurs immobiliers
La situation de la cité, voisine du Parlement européen et du nouveau quartier d'affaires Archipel, éveille des tensions locales. Des rumeurs strasbourgeoises insinuent régulièrement que ces logements municipaux seraient cédés à des promoteurs privés. Ces rumeurs sont démenties avec constance par la municipalité, qui rappelle que la cité Ungemach est protégée contre les projets immobiliers privés par la politique de la ville et le fait qu'elle est inscrite au patrimoine municipal.

### Application du supplément de loyer de solidarité en 2015
À la suite d'un projet important de rénovation énergétique de la cité, Habitation moderne et la municipalité décidèrent d'appliquer en 2015 le supplément de loyer de solidarité à 31 familles de la cité. Cette décision fut jugée trop brutale par les familles concernées.

## Documentaire
- L'Expérience Ungemach, une histoire de l'eugénisme réalisé par Vincent Gaullier en 2020.